# Вітаутас Лукша
Вітаутас Лукша (лит. Vytautas Lukša, * 14 серпня 1984, Алітус) — литовський футболіст, півзахисник. Виступав у складі національної збірної Литви та низки місцевих клубів, а також грав у Білорусі, Україні та Польщі.

## Клубна кар'єра
Розпочинав грати у футбол 2001 року у складі команди клубу «Дайнава» з рідного міста, яка на той час виступала в елітному дивізіоні чемпіонату Литви. З наступного року продовжив виступи у складі вільнюської команди «Швієса», яка 2004 року змінила назву на ФК «Вільнюс». Відіграв у столичному клубі 6 років, а на початку 2008 приєднався до складу одного з найсильніших литовських футбольних клубів — «Каунаса». У складі цієї команди провів лише один сезон, в якому «Каунас» виграв розіграш Кубка Литви та турнір Балтійської ліги.
Протягом 2009 року виступав в Білорусі, де захищав кольори мінського клубу МТЗ-РІПО. З початку 2010 року — в Україні. Починав виступати за маріупольський «Іллічівець», за який відіграв 5 матчів в чемпіонаті України. А влітку того ж року перейшов до київського «Арсенала». У складі «канонірів» провів лише 1 матч у чемпіонаті, також провів 7 матчів та забив 2 м'ячі у молодіжній першості України, так і не закріпившись у команді через травму і влітку 2011 року залишив клуб як вільний агент, після чого грав на батьківщині за «Таурас» та «Екранас».
1 лютого 2013 року Лукша став гравцем варшавської «Полонії», за яку за півроку провів лише три гри у чемпіонаті, після чого приєднався до білоруського «Гомеля». Але і у гомельському клубі не зумів закріпитися в основному складі, рідко виходив на поле. В результаті в січні 2014 року контракт з «Гомелем» було розірвано.
Незабаром він став гравцем дебютанта литовської ліги А, клубу «Тракай», де провів один рік і у січні 2015 року став гравцем чинного чемпіона Литви — вільнюського «Жальгіріса». Зі столичною командою у наступні роки по два рази виграв чемпіонат, кубок і суперкубок країни. 
У лютому 2018 року приєднався до «Йонава», але влітку 2018 року залишив команду. Після цього у серпні 2018 року перебрався до «Тракая», за який виступав до кінця року.
У лютому 2019 року став гравцем клайпедського «Атлантаса». Там він відіграв до кінця сезону 2019, після чого клуб був відправлений у Другу лігу. У 2020 році виступав на аматорському рівні за вільнюські команди «Навігаторяй» і «Команда А», а в березні 2021 року повернувся до Ліги А, ставши гравцем клубу «ДФК Дайнава», де незабаром і завершив ігрову кар'єру.

## Виступи за збірні
Виступав у складі молодіжної збірної Литви.
Восени 2007 року був викликаний до табору литовської національної збірної для підготовки до матчів відбіркового турніру до чемпіонату Європи 2008 навіть попри те, що на той час перебував у пошуку нового клубу. Однак дебюту у складі головної команди країни довелося чекати ще близько року — перший раз гравець вийшов на поле у складі збірної в офіційному матчі лише 19 листопада 2008 року у товариській грі проти збірної Молдови (нічия 1:1). Виступав за збірну до 2019 року, зігравши загалом 27 ігор.

## Досягнення
- Чемпіон Литви: 2012, 2015, 2016
- Володар Кубка Литви: 2007/08, 2014/15, 2015/16, 2016
- Володар Суперкубка Литви: 2016, 2017
- Переможець Балтійської ліги: 2008;